# Estação Novotcherkasskaia
Novotcherkasskaia (em russo:  Новочеркасская) é uma das estações da linha Pravoberejnaia (Linha 4) do metro de São Petersburgo, na Rússia. Estação «Novotcherkasskaia» está localizada entre as estações «Ploshchad Alexandra Nevskogo» (a oeste) e «Ladojskaia» (ao leste).